# Macleayella singularis
Macleayella singularis är en skalbaggsart som beskrevs av Blackburn 1888. Macleayella singularis ingår i släktet Macleayella och familjen Melolonthidae. Inga underarter finns listade i Catalogue of Life.